# Фермата 2022
На 3 септември 2022 г. стартира осмият пореден сезон на „Фермата“. Водещи са Иван Христов и Андрей Арнаудов, а от втория сезон и продуценти. За четвърти сезон като стопани на „Фермата“ се завръщат семейството на Бети и Ники. Легендата на българския и световния футбол – Христо Стоичков, е специален гост в осмия сезон на предаването.
Участниците са 27. В началото са разделени на два отбора – стари герои и нови надежди. Отборното състезание печели отборът, който първи достигне до пет елиминационни победи на арената. 
Сезонът се заснема на брега на красивия язовир Диканя и преминава под мотото „Фермата: Мостът на времето“.Наградата за победителя е 100 000 лева.
Епизодите се излъчват от понеделник до петък от 21:00 до 22:30 часа, а всяка събота има елиминационен дуел.

## Схема на сезона
| №  | Фермер на седмицата Имунитет                 | Имунитет от ратайство Амулет от Фермера   | Ратаи                                       | Елиминационен дуел                          | Победител       | Отпаднал         | Други събития                     |
| 0  | —                                            | —                                         | —                                           | Камелия с/у Милена Георги Д. с/у Иван       | Камелия Иван    | Милена Георги Д. | —                                 |
| 1  | —                                            | —                                         | —                                           | Серафим с/у Ангел                           | Серафим         | Ангел            | —                                 |
| 2  | Стари герои: Яни Нови надежди: Калин         | Стари герои: — Нови надежди: Радослав     | Стари герои: Гечо Нови надежди: Георги К.   | Георги К. с/у Чавдар                        | Чавдар (1)      | Георги К. (0)    | —                                 |
| 3  | Стари герои: Чавдар Нови надежди: Иван       | Стари герои: Гечо Нови надежди: Калин     | Стари герои: Веселка Нови надежди: Аксения  | Веселка с/у Симона                          | Веселка (2)     | Симона (0)       | —                                 |
| 4  | Стари герои: Веселка Нови надежди: Мажена    | Стари герои: Чавдар Нови надежди: Аксения | Стари герои: Нина Нови надежди: Радослав    | Радослав с/у Дидо                           | Радослав (1)    | Дидо (2)         | Смяна на отбори: Ваня <-> Аксения |
| 5  | Стари герои: Серафим Нови надежди: Евгени    | Стари герои: Чавдар Нови надежди: Калин   | Стари герои: Альона Нови надежди: Мажена    | Альона с/у Елена                            | Елена (2)       | Альона (2)       | —                                 |
| 6  | Стари герои: Лилия Нови надежди: Елена       | Стари герои: Яни Нови надежди: Камелия    | Стари герои: Димитър Нови надежди: Радослав | Димитър с/у Калин                           | Калин (3)       | Димитър (2)      | —                                 |
| 7  | Стари герои: Яни Нови надежди: Калин         | Стари герои: Гечо Нови надежди: —         | Стари герои: Аксения Нови надежди: Ваня     | Аксения с/у Мирела                          | Аксения (3)     | Мирела (3)       | —                                 |
| 8  | Стари герои: Аксения Нови надежди: Евгени    | Стари герои: Чавдар Нови надежди: Мажена  | Стари герои: Валерия Нови надежди: Ваня     | Валерия с/у Елена                           | Валерия (4)     | Елена (3)        | —                                 |
| 9  | Стари герои: Валерия Нови надежди: Владислав | Стари герои: Лилия Нови надежди: Ваня     | Стари герои: Веселка Нови надежди: Камелия  | Веселка с/у Мажена                          | Веселка (5)     | Мажена (3)       | Напуснал участник: Гечо •         |
| 10 | Веселка                                      | —                                         | Евгени и Ваня                               | Евгени с/у Владислав                        | Владислав       | Евгени           | —                                 |
| 11 | Серафим                                      | —                                         | Иван и Камелия                              | Камелия с/у Ваня                            | Камелия         | Ваня             | —                                 |
| 12 | Нина                                         | —                                         | Владислав и Веселка                         | ИД: Лилия с/у Камелия Владислав с/у Серафим | Камелия Серафим | Лилия Владислав  | —                                 |
| 13 | Калин                                        | —                                         | Чавдар и Аксения                            | ИД: Яни с/у Радослав Аксения с/у Камелия    | — Камелия       | — Аксения        | Напуснал участник: Радослав •     |

ИД: (Извънреден дуел)

### Последна седмица
| Елиминационен дуел | Победител | Отпаднал |
| Яни с/у Калин      | Яни       | Калин    |
| Нина с/у Камелия   | Камелия   | Нина     |
| Серафим с/у Иван   | Иван      | Серафим  |

Трима мъже и три жени се класират за финала на „Фермата: Мостът на времето” – Валерия Дочева, Веселка Маринова, Камелия Кузнецова, Чавдар Христанов, Яни Андреев, Иван Трифонов.

### Финал
| Участник          | Финални Битки | Финални Битки | Финални Битки | Фермерски Вот | Зрителски Вот | Общо Точки | Финал          |
| Веселка Маринова  | 5             | 0             | 10            | 0 т.          | 29 %          | 44         | 🥇 Първо място |
| Чавдар Христанов  | 10            | 10            | 5             | 0 т.          | 17 %          | 42         | 🥈 Второ място |
| Валерия Дочева    | 10            | 5             | 5             | 0 т.          | 19 %          | 39         | 🥉 Трето място |
| Яни Андреев       | 5             | 0             | 10            | 0 т.          | 21 %          | 36         | Четвърто място |
| Камелия Кузнецова | 0             | 10            | 0             | 0 т.          | 8 %           | 18         | Пето място     |
| Иван Трифонов     | 0             | 5             | 0             | 5 т.          | 6 %           | 16         | Шесто място    |

Три компонента определят победителя във „Фермата: Мостът на времето“: Три финални битки; Фермерски вот; Зрителски вот.
Финалистът, събрал най-много общо точки в края, е победител във „Фермата“ 8.
- Финални битки: Шестимата финалисти се състезават в три финални битки, разделени в два потока – мъже срещу мъже и жени срещу жени. За всяка битка първо място носи 10 точки, второ – 5 точки, трето – 0 точки.
- Битка №1 – Валерия Дочева, Чавдар Христанов
- Битка №2 – Камелия Кузнецова, Чавдар Христанов
- Битка №3 – Веселка Маринова, Яни Андреев
- Фермерски вот: Гласуване на отпадналите участници от сезон 8. По 5 точки за един от финалистите. – Иван Трифонов
- Зрителски вот: Разпределят се общо 100 точки между шестимата финалисти, като 1 % = 1 точка от зрителската подкрепа. – Веселка Маринова

### Участници
- Финално класиране:
- 1. Веселка Маринова (25, победител във „Фермата“ 5) (победител)
- 2. Чавдар Христанов (46, участник от „Фермата“ 7)
- 3. Валерия Дочева (28, участник от „Фермата“ 3)
- 4. Яни Андреев (33, победител във „Фермата“ 3)
- 5. Камелия Кузнецова (32)
- 6. Иван Трифонов (35)
- 7. Серафим Василев „Финци“ (47, участник от „Фермата“ 2)
- 8. Нина Гъдева (32, участник от „Фермата“ 4)
- 9. Калин Евтимов (35)
- 10. Аксения Михайлова (28)
- 11. Радослав Колев (34) •(напуснал участие по собствено желание)
- 12. Владислав Симанел (32)
- 13. Лилия Семкова (27, участник от „Фермата“ 4)
- 14. Ваня Илиева (38, победител във „Фермата“ 6)
- 15. Евгени Коев (25)
- 16. Мажена Панова (56)
- 17. Гечо Гечев (56, участник от „Фермата“ 3) •(елиминиран след нарушения на правилата)
- 18. Елена Кузмова (35)
- 19. Мирела Русева (27)
- 20. Димитър Господинов „Гуспа“ (40, участник от „Фермата“ 1)
- 21. Альона Михайлова (39, участник от „Фермата“ 1)
- 22. Деян Каменов „Дидо“ (38, победител във „Фермата“ 4)
- 23. Симона Милова (26)
- 24. Георги Корчев (47)
- 25. Ангел Тенев (43, участник от „Фермата“ 6)
- 26. Георги Димитров (33)
- 27. Милена Стефанова (29)